# Kerri Strug
Kerry Strug (Tucson, Arizona, 19 de novembre de 1977) és una gimnasta estatunidenca, campiona olímpica el 1996 en el concurs per equips, juntament amb les seves companyes Amy Chow, Dominique Dawes, Shannon Miller, Amanda Borden, Jaycie Phelps i Dominique Moceanu.
Va esdevenir una heroïna nacional quan, estant visiblement lesionada, realitzà l'últim salt que significà la medalla d'or pel seu país als Jocs olímpics d'Atlanta de 1996.